# В старой Калифорнии
«В старой Калифорнии» (англ. In Old California)— американский короткометражный драматический фильм 1910 года, режиссёра Дэвида Уорка Гриффита.

## Сюжет
Действие фильма происходит в начале XIX века. Фильм рассказывает историю испанской женщины на фоне правления испанцев и мексиканцев в Калифорнии.

## В ролях
| Актёр               | Роль                |
| ------------------- | ------------------- |
| Фрэнк Пауэлл        | Губернатор Мануэлла |
| Артур В. Джонсон    | Кортес              |
| Мэрион Леонард      | Пердита             |
| Генри Б. Уолтхолл   | сын Пердиты         |
| В. Кристи Миллер    |                     |
| Чарльз Крэйг        | солдат              |
| Френсис Дж. Грэндон | солдат              |
| Энтони О’Салливан   | солдат              |
| Фрэнк Опперман      | слуга губернатора   |
| Альфред Пегит       | солдат              |